# بنیاد عیلایی
انجمن عیلایی یک انجمن غیردولتی و غیرانتفاعی است که در راستای کمک به خانواده‌های کم‌توان دارای فرزند معلول یا بیماری‌های خاص، تأسیس شده‌است. این انجمن در اسرائیل در سال ۲۰۰۵ توسط شخصی به نام آلبرت الی شئلتیئل و همسرش یعل بنیاد نهاده شده‌است.

## تاریخچه
انجمن عیلایی یک سازمان شناخته شده غیرانتفاعی است که توسط خانواده یهودی ایرانی الاصل شئلتیئل، تأسیس شده‌است. آلبرت و یعل در سال ۱۹۶۹ در تهران و در بیمارستان دکتر سپیر - که در آن ایام یک مرکز خیریه بوده و بعداً نیز الگوی الهام‌بخش برای امور خیریه ایشان گردید - به دنیا آمدند. این زوج هر یک به تنهایی و جداگانه سالها بعد به اسرائیل مهاجرت کرده و در سال ۲۰۰۰ ازدواج کردند. در سال ۲۰۰۵ نخستین فرزند ایشان عیلایی بنیامین به دنیا آمد.. انجمن عیلایی در سراسر دنیا گروه‌هایی از حمایت کنندگان دارد که از آنان به عنوان «فرشتگان حامی» یاد می‌کنند. از آن رو که این حامیان کمکهای مادی خود را به صورت داوطلبانه برای پیشبرد اهداف انجمن اهدا می‌کنند.

## بزرگداشت هولوکاست
نمایندگان انجمن عیلایی در راس فعالیتهای خیریه خود در رابطه با هولوکاست در سال ۲۰۱۸ در مراسم یادبود در موزه יד ושם Yad VaShem (مرکزی در اورشلیم که اسناد و تصاویر و فیلمهایی از وقایع و جنایات نازی‌ها در جنگ جهانی دوم را به نمایش می‌گذارد) به همراه رئیس جمهور اسرائیل و سایر مقامات عالیه و نیز بازماندگان هولوکاست شرکت کرده و تاج گلی را به یاد حدوداً ۳۰۰۰۰۰ قربانی معلول فراموش شده و نیازمند کمک‌های خاص که توسط آلمان نازی مورد آزار و شکنجه قرارگرفته یا کشته شده بودند، اهدا کردند.

## افراد تحت پوشش
این افراد اکثراً متشکل از توانخواهانی است که با مشکلاتی مانند ناتوانیهای شدید جسمی یا روانی و ذهنی مانند نابینایی، ناشنوایی، اوتیسم یا سندروم داون رنج می‌برند. هدف دیگر انجمن عیلایی امداد و یاری رسانی به کودکانی اکثراً تک سرپرست یا یتیم و با بنیه ضعیف اقتصادی می‌باشد. جمعیت هدف انجمن، شامل بر قربانیان بیماری فلج اطفال و سایر بیماری‌ها مانند سرطان والدین یا کودکان قربانی تصادفات یا جنگ و تروریسم می‌باشد. قربانیانی که به دلیل شجاعت و شکیبایی‌شان، قهرمان یا ابرقهرمان نامیده می‌شوند.